# Santiago Zacatepec
Santiago Zacatepec è un comune del Messico, situato nello stato di Oaxaca.